# Inishtrahull

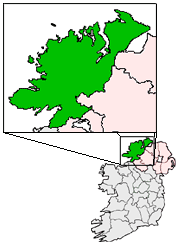
Localização de Inishtrahull, no Condado de Donegal, República da Irlanda.

A ilha Inishtrahull (em irlandês:  Inis Trá Tholl) é um pequeno ilhéu a norte da Irlanda, mais especificamente da costa de Donegal e, se se excluir Rockall, cuja soberania é disputada, é o território mais setentrional da República da Irlanda. A pequena ilha é totalmente desabitada e alberga um farol.
Inishtrahull tem uma área de 0,34 km².